# Válka volů
Válka volů (německy Der Ochsenkrieg) je šestidílný historický dobrodružný televizní seriál natočený v koprodukci Rakouska, SRN a Československa. Seriál vznikl na motivy knihy Ludwiga Ganghofera Der Ochsenkrieg. Již v roce 1920 natočil režisér Franz Osten na stejné motivy dva filmy a v roce 1943 ho svým filmem následoval Hans Deppe.

## Synopse
Seriál zobrazuje první vzpoury sedláků proti feudálům v 15. století.

## Obsazení
| Postava                        | Herec               |
| ------------------------------ | ------------------- |
| Jula Runotter                  | Denise Virieux      |
| Lampert Someiner               | Christian Spatzek   |
| Jakob                          | Luc Lavandier       |
| Aschacher                      | Robert Hoffmann     |
| Runotter                       | Karl Merkatz        |
| Marimpfel                      | Alexander Strobele  |
| vojevůdce Ludwig               | Stefan Behrens      |
| vojevůdce Heinrich             | Peter Debnár        |
| Ernst von München              | Svatopluk Matyáš    |
| Pienzenauer                    | Miloš Pietor        |
| Konrad                         | František Dibarbora |
| Malimmes                       | Rolf Zacher         |
| františkán                     | Herbert Fux         |
| městský úředník, otec Someiera | Massimo Girotti     |
| matka Someinera                | Milena Dvorská      |
| Traudi                         | Margit Geissler     |
| Grans                          | Jozef Adamovič      |
| Aschacher                      | Robert Hoffmann     |
| kapitán Armansperger           | Flavio Bucci        |
| –                              | Václav Brtna        |
| –                              | Zuzana Jezerská     |
| –                              | Jozef Dóczy         |
| –                              | Roman Skamene       |
| –                              | Karol Čálik         |
| –                              | Božena Streitová    |
| –                              | Božena Slabejová    |
| –                              | Vilma Jamnická      |
| –                              | Ondrej Jariabek     |
| –                              | Jozef Šimonovič st. |
| –                              | František Desset    |
| –                              | Jiří Růžička        |

## Seznam dílů
- Válka volů 1 – Sedlákovo právo
- Válka volů 2 – Zrada
- Válka volů 3 – Trestní výprava
- Válka volů 4 – Vítězství
- Válka volů 5 – Pomsta
- Válka volů 6 – Před mnichovskými branami

## Další tvůrci
- Umělecký vedoucí: Peter Manhardt
- Kasting: Cornelia von Braun
- Grafické vyhotovení: Peter Manhardt
- Kostýmy: Edith Almoslino
- Speciální efekty: Karl-Heinz Bochnig

## VHS
- Der Ochsenkrieg 1 – Jünger Verlag
- Der Ochsenkrieg 2 – Jünger Verlag
- Der Ochsenkrieg 3 – Jünger Verlag
- Der Ochsenkrieg 4 – Jünger Verlag
- Der Ochsenkrieg 5 – Jünger Verlag
- Der Ochsenkrieg 6 – Jünger Verlag